# Chinesische Fußballnationalmannschaft/Weltmeisterschaften
Der Artikel beinhaltet eine ausführliche Darstellung der chinesischen Fußballnationalmannschaft bei Weltmeisterschaften. Während die Frauen-Nationalmannschaft der Volksrepublik China lange zu den besten Frauen-Mannschaften der Welt gehörte, sechsmal an WM-Endrunden teilnahm und sogar einmal das WM-Finale erreichte, konnte sich die Männer-Nationalmannschaft bisher erst einmal für eine WM-Endrunde – die bisher einzige in Asien – qualifizieren. In der ewigen Tabelle der WM-Endrundenteilnehmer belegt China als schlechteste asiatische Mannschaft den 76. Platz und gehört zu den vier Mannschaften ohne Torerfolg und zu den elf Mannschaften ohne Punktgewinn.
Die Mannschaft der Republik China konnte sich bisher nicht für die WM qualifizieren, sie trat ebenfalls nicht zu allen Qualifikationen an.

## Überblick

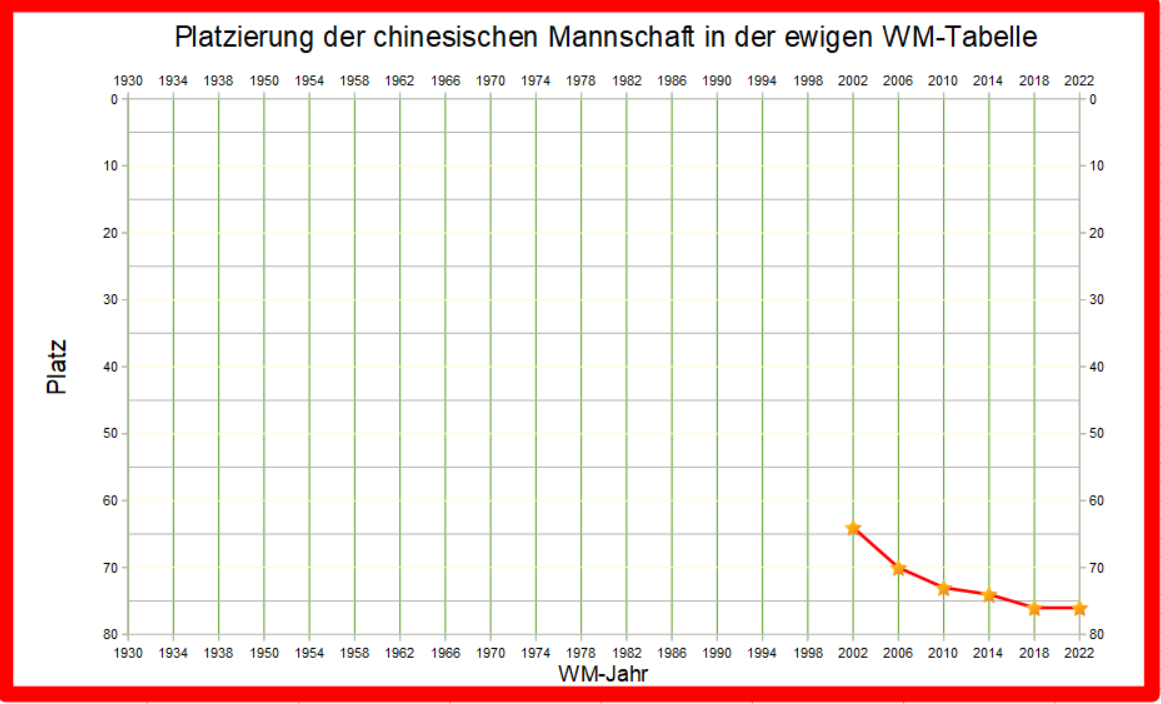
Platzierung der chinesischen Mannschaft in der ewigen WM-Tabelle

| Jahr | Gastgeberland       | Teilnahme bis …    | Letzte(r) Gegner              | Ergebnis | Trainer          | Bemerkungen und Besonderheiten |
| ---- | ------------------- | ------------------ | ----------------------------- | -------- | ---------------- | --- |
| 1930 | Uruguay             | nicht teilgenommen |                               |          |                  | kein FIFA-Mitglied |
| 1934 | Italien             | nicht teilgenommen |                               |          |                  | |
| 1938 | Frankreich          | nicht teilgenommen |                               |          |                  | |
| 1950 | Brasilien           | nicht teilgenommen |                               |          |                  | |
| 1954 | Schweiz             | nicht teilgenommen |                               |          |                  | |
| 1958 | Schweden            | nicht qualifiziert |                               |          |                  | In der Qualifikation an Indonesien gescheitert, das sich aber ebenfalls nicht qualifizieren konnte. |
| 1962 | Chile               | nicht teilgenommen |                               |          |                  | kein FIFA-Mitglied |
| 1966 | England             | nicht teilgenommen |                               |          |                  | kein FIFA-Mitglied |
| 1970 | Mexiko              | nicht teilgenommen |                               |          |                  | kein FIFA-Mitglied |
| 1974 | Deutschland         | nicht teilgenommen |                               |          |                  | kein FIFA-Mitglied |
| 1978 | Argentinien         | nicht teilgenommen |                               |          |                  | kein FIFA-Mitglied |
| 1982 | Spanien             | nicht qualifiziert |                               |          |                  | In der Qualifikation im Finalturnier an Kuwait und nach Entscheidungsspiel an Neuseeland gescheitert.                                                                                                  |
| 1986 | Mexiko              | nicht qualifiziert |                               |          |                  | In der Qualifikation an Hongkong gescheitert, das sich aber auch nicht qualifizieren konnte. |
| 1990 | Italien             | nicht qualifiziert |                               |          |                  | In der Qualifikation in der Endrunde an Südkorea und den Vereinigten Arabischen Emiraten gescheitert.                                                                                                  |
| 1994 | USA                 | nicht qualifiziert |                               |          |                  | In der Qualifikation in der 1. Runde am Irak gescheitert, der sich ebenfalls nicht qualifizieren konnte.                                                                                               |
| 1998 | Frankreich          | nicht qualifiziert |                               |          |                  | In der Qualifikation in der 2. Runde an Saudi-Arabien und dem Iran gescheitert. |
| 2002 | Südkorea/Japan      | Vorrunde           | Costa Rica, Brasilien, Türkei | 31.      | Bora Milutinović | Nach 3 Niederlagen mit 0:9 Toren als Gruppenletzter ausgeschieden. |
| 2006 | Deutschland         | nicht qualifiziert |                               |          |                  | In der Qualifikation in der 2. Runde aufgrund eines weniger erzielten Tores an Kuwait gescheitert, das sich ebenfalls nicht qualifizieren konnte.                                                      |
| 2010 | Südafrika           | nicht qualifiziert |                               |          |                  | In der Qualifikation in der 3. Runde an Australien und Katar gescheitert, das sich ebenfalls nicht qualifizieren konnte.                                                                               |
| 2014 | Brasilien           | nicht qualifiziert |                               |          |                  | In der Qualifikation traf China in der 3. Runde auf den Irak, Jordanien und Singapur und konnte sich gegen die beiden vorderasiatischen Mannschaften nicht durchsetzen.                                |
| 2018 | Russland            | nicht qualifiziert |                               |          |                  | In der Qualifikation traf die Mannschaft in der dritten Runde auf den Iran, Südkorea, Usbekistan, wie in der 2. Runde auf Katar und Syrien. Als Gruppenfünfte verpassten die Chinesen die WM-Endrunde. |
| 2022 | Katar               | nicht qualifiziert |                               |          |                  | China hatte schon vor den beiden letzten Qualifikationsspielen keine Chance mehr auf einen Endrundenplatz                                                                                              |
| 2026 | Kanada, Mexiko, USA | nicht qualifiziert |                               |          |                  | China hatte schon vor dem letzten Qualifikationsspiel keine Chance mehr auf einen Endrundenplatz und schied als Gruppenvorletzter aus.                                                                 |

Statistik (Angaben inkl. 2026: 23 Weltmeisterschaften):
- Nicht qualifiziert: 12× (52,2 %; 1958, 1982, 1986, 1990, 1994, 1998, 2006, 2010, 2014, 2018, 2022 und 2026)
- Teilnahmeverzicht: 10× (43,5 %; 1930, 1934, 1938, 1950, 1954, 1962, 1966, 1970, 1974 und 1978)
- Sportliche Qualifikation: 1× (4,3 % bzw. bei 8,3 % der Versuche)
  - Vorrunde: 1× (4,3 %; 2002)

## WM-Turniere

### Weltmeisterschaften 1930 bis 1954
Der chinesische Fußballverband war zwar bereits 1924 gegründet worden, aber erst 1931 der FIFA beigetreten, so dass die Mannschaft nicht an der ersten WM teilnehmen konnte. Auf die Teilnahme bei den folgenden Weltmeisterschaften wurde dann bis 1954 verzichtet.

### Weltmeisterschaft 1958
Zur WM in Schweden wollte die Volksrepublik China sich dann zum ersten Mal qualifizieren und musste in der Qualifikation gegen Indonesien antreten. Indonesien war zuvor kampflos weitergekommen, da die Republik China zurückgezogen hatte, um nicht in der nächsten Runde gegen die Volksrepublik spielen zu müssen. Das erste WM-Qualifikationsspiel wurde am 12. Mai 1957 in Jakarta mit 0:2 verloren. Im Rückspiel am 2. Juni 1957 gelang ein 4:3 in Peking. Da die Tordifferenz zunächst nicht zählte, gab es ein Entscheidungsspiel in Rangun, das 0:0 n. V. endete, woraufhin dann doch die bessere Tordifferenz zählte und Indonesien eine Runde weiter kam. Indonesien zog dann aber zurück, da Israel nicht auf neutralem Platz – wie von Indonesien gefordert – spielen wollte. Auch die Türkei, Ägypten und der Sudan weigerten sich gegen Israel anzutreten. Dadurch war Israel eigentlich kampflos für die WM-Endrunde in Schweden qualifiziert, aber die FIFA bestimmte mit Wales einen Ersatzgegner; und dieser setzte sich gegen Israel durch.

### Weltmeisterschaften 1962 bis 1978
Nachdem der Fußballverband der Republik China in die FIFA aufgenommen worden war (1954), trat der Fußballverband der Volksrepublik wieder aus. Da der Verband nicht mehr Mitglied der FIFA war, konnte die Mannschaft der Volksrepublik nicht an den Qualifikationen für die Weltmeisterschaften 1962 bis 1978 teilnehmen.

### Weltmeisterschaft 1982
Im Zuge der Ping-Pong-Diplomatie waren die chinesischen Sportverbände wieder den internationalen Verbänden beigetreten und nachdem diese die Republik China (Taiwan) zwangen, als „Chinese Taipei“ anzutreten, konnte auch die chinesische Fußballnationalmannschaft wieder an internationalen Wettkämpfen teilnehmen und somit auch an der Qualifikation für die WM in Spanien. Beim Qualifikationsturnier in Hongkong traf China in einem „Einteilungsspiel“ zunächst auf Hongkong und gewann mit 1:0. In der folgenden Zwischenrunde gewann China mit 3:0 gegen Macau und 1:0 gegen Japan. Im Halbfinale war dann wieder Hongkong der Gegner und nach einem 0:0 konnte China im Elfmeterschießen mit 4:2 gewinnen. Das Finale des Turniers wurde mit 4:2 nach Verlängerung gegen Nordkorea gewonnen. Im folgenden Final-Turnier musste China dann gegen Kuwait, Neuseeland und Saudi-Arabien antreten, wobei nun mit Hin- und Rückspielen in den beteiligten Ländern gespielt wurde. China und Neuseeland hatten am Ende beide 7:5 Punkte und waren in der Tordifferenz gleich, so dass ein Entscheidungsspiel in Singapur entscheiden musste, wer neben Gruppensieger Kuwait zur WM fahren durfte. Neuseeland gewann mit 2:1 und qualifizierte sich zum ersten Mal für die WM.

### Weltmeisterschaft 1986
In der Qualifikation für die zweite WM in Mexiko traf China in einer Gruppe auf Hongkong, Macau und Brunei, belegte aber, nachdem das letzte Gruppenspiel in Peking mit 1:2 gegen Hongkong verloren wurde, nur den zweiten Platz. Hongkong verlor dann seinerseits in den Play-off-Begegnungen zweimal gegen Japan, das dann gegen Südkorea zweimal verlor, womit Südkorea als Sieger der Ostasien-Zone erstmals nach 1954 wieder qualifiziert war. Aus der Westasien-Zone qualifizierte sich der Irak, der sich zum ersten und bis heute auch letzten Mal für eine WM-Endrunde qualifizierte.

### Weltmeisterschaft 1990
In der Qualifikation für die zweite WM in Italien konnte sich China zunächst in der 1. Gruppenphase gegen den Iran (aufgrund der besseren Torvdifferenz), Bangladesch und Thailand durchsetzen und gab dabei nur bei der 2:3-Niederlage im Iran Punkte ab. In der finalen Gruppenphase belegte China dann hinter Südkorea, den Vereinigten Arabischen Emiraten – die sich erstmals qualifizierten – und Katar vor Saudi-Arabien und Nordkorea nur den vierten Platz.

### Weltmeisterschaft 1994
In der Qualifikation für die WM in den USA scheiterte China in der ersten Runde bei einem Turnier, bei dem die erste Runde in Jordanien und die zweite Runde in der Volksrepublik ausgetragen wurde. Mit einem Punkt Rückstand wurde hinter dem Irak nur der zweite Platz belegt, da neben dem ersten Spiel gegen den Irak auch das erste Spiel gegen den Jemen verloren wurde. Nur gegen Pakistan und Jordanien wurden beide Spiele gewonnen. Für das Endrundenturnier in den USA qualifizierten sich aus der AFC-Zone Südkorea und Saudi-Arabien.

### Weltmeisterschaft 1998
In der Qualifikation für die zweite WM in Frankreich konnte China in der 1. Runde Tadschikistan, Turkmenistan und Vietnam ausschalten und gab dabei nur beim 0:0 gegen Tadschikistan einen Punkt ab. In der zweiten Runde waren dann Saudi-Arabien und der Iran stärker, der insgesamt acht Tore gegen China erzielte und sich am Ende in den interkontinentalen Playoffs gegen Australien für die WM qualifizierte. Nur Katar und Kuwait hatten weniger Punkte als China. Aus der AFC-Zone qualifizierten sich Südkorea, Saudi-Arabien, Japan und der Iran für das Endrundenturnier in Frankreich.

### Weltmeisterschaft 2002
Für die erste WM in Asien konnte sich China dann erstmals qualifizieren. In der ersten Qualifikation-Runde setzte sich China mit sechs Siegen gegen Indonesien, die Malediven und Kambodscha durch. Auch die zweite Runde verlief für die Mannschaft gegen die Vereinigten Arabischen Emirate, Usbekistan, Katar und Oman erfolgreich und sie verlor nur das letzte Spiel in Usbekistan, als die Qualifikation bereits feststand.
In Südkorea trafen die Chinesen, die von Bora Milutinović betreut wurden und der damit mit dem fünften Land an einer WM teilnahm, in ihrem ersten WM-Spiel auf Costa Rica und verloren mit 0:2. Danach waren sie auch im Spiel gegen Rekordweltmeister Brasilien chancenlos und verloren mit 0:4. Das letzte Spiel gegen die Türkei, die erstmals seit 1954 wieder dabei war, wurde mit 0:3 verloren und China verabschiedete sich für mindestens 20 Jahre wieder von der WM-Bühne.

### Weltmeisterschaft 2006
In der Qualifikation für die zweite WM in Deutschland musste China erst in der zweiten Runde antreten und scheiterte aufgrund eines weniger erzielten Tores an Kuwait. Beide hatten ihre Heimspiele gegeneinander mit 1:0 und jeweils beide Spiele gegen Hongkong und Malaysia gewonnen. Kuwait konnte sich in der dritten Runde aber auch nicht durchsetzen. Aus der AFC-Zone qualifizierten sich Südkorea, Japan und der Iran für das Endrundenturnier in Deutschland.

### Weltmeisterschaft 2010
In der Qualifikation für die erste WM in Afrika musste China in der ersten Runde gegen Myanmar antreten, gewann mit 7:0 und 4:0 und qualifizierte sich damit für die dritte Runde. In dieser belegte China hinter Australien, Katar und dem Irak nur den letzten Gruppenplatz, konnte aber immerhin das letzte Spiel in Australien mit 1:0 gewinnen. Aus der AFC-Zone qualifizierten sich Australien, Südkorea, Nordkorea und Japan für das Endrundenturnier in Südafrika.

### Weltmeisterschaft 2014
In der Qualifikation für die zweite WM in Brasilien musste China erst in der zweiten Runde antreten und gewann mit 7:2 und 6:1 gegen Laos. In der dritten Runde waren dann der Irak und Jordanien stärker und nur Punktelieferant Singapur schwächer. Aus der AFC-Zone qualifizierten sich Australien, Südkorea und Japan für das Endrundenturnier in Brasilien.

### Weltmeisterschaft 2018
In der Qualifikation traf die Mannschaft in der zweiten Runde auf Bhutan, Hongkong, Katar und die Malediven. Mit fünf Siegen, zwei Remis und nur einer Niederlage wurde China viertbester Gruppenzweiter und erreichte damit gerade noch die dritte Runde. In dieser waren der Iran, Südkorea, Usbekistan, wieder Katar und Syrien die Gegner. Am Ende belegten die Chinesen mit je drei Siegen und Remis sowie vier Niederlagen den fünften Platz. Dabei hatten sie aber bis zum letzten Spieltag bei günstigem Verlauf der anderen Spiele noch die Chance zumindest die Playoffspiele der Gruppendritten zu erreichen. Sie konnten dann zwar auch ihr letztes Spiel gewinnen, sich aber aufgrund der Ergebnisse der anderen Spiele in der Tabelle nicht mehr verbessern, da Syrer und Usbeken remis spielten und damit einen Punkt mehr als die Chinesen hatten. Beide konnten sich dann aber letztlich auch nicht qualifizieren.

### Weltmeisterschaft 2022
China musste erst in der zweiten Runde der Qualifikation antreten. Gegner waren Guam, die Malediven, die Philippinen und Syrien. Die Qualifikation begann für die Chinesen mit zwei Siegen, einem Remis und einer Niederlage im Herbst 2019. Aufgrund der COVID-19-Pandemie fanden im Jahr 2020 keine Spiele statt. Im März 2021 sollte die Qualifikation dann fortgesetzt werden. Tatsächlich ging es dann erst im Mai 2021 weiter und China gewann die restlichen vier Spiele und wurde Gruppenzweiter hinter Syrien. Die acht Gruppensieger und die vier besten Gruppenzweiten, zu denen China als bester Gruppenzweiter gehörte, erreichten die dritte Runde, die im September 2021 begann. Die Chinesen starteten in diese Runde mit Niederlagen auf neutralem Platz, bedingt durch die durch die Pandemie verursachten Einreisebeschränkungen, gegen Australien und Japan. Im Oktober konnten sie wieder auf neutralem Platz, diesmal in den Vereinigten Arabischen Emiraten, gegen Vietnam mit 3:2 gewinnen, verloren aber in Saudi-Arabien mit dem gleichen Ergebnis. Im November gelangen in den Emiraten zwei Remis gegen den Oman und Australien. Daraufhin trat der erst seit zwei Jahren im Amt gewesene Nationaltrainer Li Tie zurück und wurde durch Li Xiaopeng, wie Li Tie Spieler bei der bisher einzigen WM-Teilnahme der Chinesen 2002. ersetzt. Unter ihm wurden aber die nächsten beiden Spiele gegen Japan und Vietnam verloren, so dass China schon vor den beiden letzten Spielen chancenlos war. Am Ende wurde die Gruppe als Vorletzter abgeschlossen.

### Weltmeisterschaft 2026
Für die erste WM in drei Ländern – Kanada, Mexiko und den USA – wurde die Zahl der Teilnehmer auf 48 erhöht und den asiatischen Mannschaften drei feste Plätze mehr zugestanden, so dass sich nun acht AFC-Mitglieder direkt qualifizieren können. Eine weitere asiatische Mannschaft nimmt am WM-Play-off-Turnier im März 2026 teil. China musste erst in der zweiten Runde in die Qualifikation einsteigen und traf dort zwischen November 2023 und Juni 2024 in Hin- und Rückspielen auf Singapur, Südkorea und Thailand. Nur gegen Singapur und Thailand haben die Chinesen eine positive Bilanz. Daran änderte auch die Qualifikation nichts, denn gegen beide gab es je einen Sieg und ein Remis, wogegen gegen Südkorea beide Spiele verloren wurden. Sie waren damit punkt- und torgleich mit Thailand, durch den direkten Vergleich als Gruppenzweiter aber für die dritte Runde qualifiziert. Hier starteten sie mit Niederlagen in Japan (0:7), gegen Saudi-Arabien (1:2) und in Australien (1:3), ehe gegen Indonesien und in Bahrain die ersten von insgesamt drei Siegen gelangen. Den letzten gab es am letzten Spieltag wieder gegen Bahrain, als beide schon keine Chance mehr hatten sich für die Endrunde zu qualifizieren. Verspielt wurde die letzte Chance auf den Sprung in die vierte Runde durch eine 0:1-Niederlage am vorletzten Spieltag in Indonesien.

## Spieler

### Rangliste der chinesischen WM-Spieler mit den meisten Einsätzen
1. Hao Haidong, Jiang Jin, Li Tie, Li Weifeng, Li Xiaopeng, Qu Bo, Wu Chengying, Xu Yunglong – 3 Einsätze in einem Turnier

### WM-Kapitäne
- 2002: Ma Mingyu (1. und 2. Spiel), Jiang Jin (3. Spiel)

### Anteil der im Ausland spielenden Spieler im WM-Kader
| Jahr (Spiele) | Anzahl (Länder)                    | Spieler (Einsätze)           |
| ------------- | ---------------------------------- | ---------------------------- |
| 2002 (3)      | 2 (1 in Deutschland, 1 in England) | Yang Chen (2); Sun Jihai (1) |

### Bei Weltmeisterschaften gesperrte Spieler
- 2002: Im letzten Gruppenspiel erhielt Shao Jiayi 12 Minuten nach seiner Einwechslung beim Stand von 0:2 die Rote Karte. Da China ausschied, hatte sie keinen weiteren Effekt auf das Turnier.

## Spiele
China bestritt bisher drei WM-Spiele, alle wurden verloren, u. a. gegen den späteren Weltmeister Brasilien.
| Alle WM-Spiele |            |          |            |   |                |          |                                     |
| Nr.            | Datum      | Ergebnis | Gegner     |   | Austragungsort | Anlass   | Bemerkungen                         |
| 1              | 04.06.2002 | 0:2      | Costa Rica | * | Gwangju (KOR)  | Vorrunde | Erstes Länderspiel gegen Costa Rica |
| 2              | 08.06.2002 | 0:4      | Brasilien  | * | Seogwipo (KOR) | Vorrunde | Erstes Länderspiel gegen Brasilien  |
| 3              | 13.06.2002 | 0:3      | Türkei     | * | Seoul (KOR)    | Vorrunde | Erstes Länderspiel gegen die Türkei |

Gegen folgende Länder kassierte die chinesische Mannschaft ihre höchsten Niederlagen bei WM-Turnieren:
- Costa Rica: Vorrunde 2002 - 0:2 (zudem ein 0:2 in einem Freundschaftsspiel)
- Türkei: Vorrunde 2002 - 0:3 (einziges Spiel gegen die Türkei)

## Negativrekorde
- China gehört zu den vier der bisher 80 WM-Endrundenteilnehmer, die bisher noch kein WM-Tor erzielten. Alle nahmen erst an einem WM-Endrundenturnier teil: Niederländisch-Indien (1938), Zaire (1974), China (2002) und Trinidad und Tobago (2006)